# Бондарко, Лия Васильевна
Ли́я Васи́льевна Бонда́рко (13 мая 1932, Сумы — 12 марта 2007, Санкт-Петербург) — советский и российский лингвист, доктор филологических наук, профессор, заведующая кафедрой фонетики и методики преподавания иностранных языков филологического факультета СПбГУ.

## Биография
Л. В. Бондарко родилась 13 мая 1932 года на Украине, в городе Сумы. В 1934 году с семьёй переехала в Ленинград, где провела и блокадные годы. В 1950 году поступила в ЛГУ на отделение русского языка и литературы филологического факультета, где была ученицей М. И. Матусевич и Л. Р. Зиндера.
В 1955 году Л. В. Бондарко начала обучение в аспирантуре кафедры фонетики и методики преподавания иностранных языков. Впоследствии работала на этой кафедре младшим, а затем старшим научным сотрудником. В 1961 году защитила кандидатскую диссертацию на тему «Оттенки русских ударных гласных», с 1969 года — доктор филологических наук (тема докторской диссертации — «Слоговая структура речи и дифференциальные признаки фонем»).
С 1977 года — заведующая и профессор кафедры фонетики и методики преподавания иностранных языков.
Сын Владимир (род. 1956) и внук Михаил (род. 1977) — математики.